# スター・ウォーズ ドロイドの大冒険
『スター・ウォーズ ドロイドの大冒険』（原題：Star Wars: Droids または Star Wars: Droids – The Adventures of R2-D2 and C-3PO）は、1985年9月7日から1986年6月7日までアメリカ合衆国とカナダで放送されていたテレビアニメである。

## 作品概要
『スター・ウォーズ』シリーズ初期製作3部作が一段落する中、85年の夏季から米国ABCネットワークで放送されたTVアニメシリーズ。『スター・ウォーズ』サーガの顔であるドロイドコンビのC-3POとR2-D2を主役に作られた。ガラクタばかりの惑星でジャンとジェシカという男女のパイロットと出あったC-3POとR2-D2のコンビ。ジャンらを新たな主人とし、ドロイドのコンビはあちこちの惑星で意外な活躍を見せる。本作のC-3POは映画本編と同様にアンソニー・ダニエルズが声を当てている。またボバ・フェットやIG-88など映画でおなじみのキャラも顔を見せた。

## 登場人物

### メイン
C-3PO
声 - アンソニー・ダニエルズ（原語版）、田中秀幸（VHS吹き替え版）、岩崎ひろし（DVD吹き替え版）
ドロイドのメイン主人公。口うるさく、おせっかいで臆病なプロトコル・ドロイド。
R2-D2
一見すると何の変哲も無い典型的なR2ユニット・ドロイド。

### ドロイドに頼る仲間
ケイ・モール
声 - レスリー・ドナルドソン（原語版）、島本須美（VHS吹き替え版）、なし（DVD吹き替え版）
銀河帝国時代の初期にアウター・リムの惑星アヌーで、反帝国レジスタンス組織に参加していた人間女性。
ジョード・ダサット
声 - ピーター・マクニコル（1 - 3）→ダン・ヘネシー（4）（原語版）、古谷徹（VHS吹き替え版）、なし（DVD吹き替え版）
友人でありライバルでもあるソール・ジョーベンと共に、銀河帝国時代の初期に活躍したスピーダー・レーサー。彼らはレイマス・アンティリーズのもとを離れた2体のドロイド、C-3POとR2-D2の主人となった。ジョードはやや反抗的なトラブル・メーカーだったが、普段は温厚な人柄で、ジョークを好んでいた。
ソール・ジョーベン
声 - ロブ・コーワン（原語版）、沢木郁也（VHS吹き替え版）、なし（DVD吹き替え版）
銀河帝国の初期の時代に活躍したスピーダー・レースの人気選手。レーシング・パートナーのジョード・ダサットと共に、彼は一時的にレイマス・アンティリーズのもとを離れていた2体のドロイド、C-3POとR2-D2の主人となっていた。
ジェシカ・ミード
声 - タボラ・ジョンソン（原語版）、江森浩子（VHS吹き替え版）、本田貴子（DVD吹き替え版）
C-3POとR2-D2の帝国初期における冒険のなかで遭遇した旅行者であり、貨物船の船長。彼女は旅を愛しており、多くの宇宙航路を越えて貨物船を航行させていた。また、彼女は愛用するグレイのかさばったフライト・スーツから、「古びた鉄パンツ」というニックネームでも知られていた。
ジャン・トシュ
声 - ドン・フランクス（原語版）、古川登志夫（VHS吹き替え版）、桐本拓哉（DVD吹き替え版）
辺境の惑星タインズ・ホーキー出身の若き鉱夫。2体のドロイド、C-3POとR2-D2に出会ったとき、彼はおよそ20歳だった。
マンゴ・バオバブ
声 - ウィンストン・レカート（原語版）、神谷明（VHS吹き替え版）、小山力也（DVD吹き替え版）
バオバブの名は銀河系の多くのセクターで尊敬を集めていた。かつてのバオバブ商業船団は最も信頼できる輸送業者の1つとして確固たる評判を築いており、現在のバオバブ図書館も巨大かつ権威ある存在として認識されている。だが、この歴史に名高い一族の長老たちの中に、マンゴ・バオバブの向こう見ずな性格と野心が、やがて一族を破滅へと導くだろうと考える者がいたことも事実である。
オーレン・ヨム・バオバブ
声 - ヤン・オースティン（原語版）、色川京子（VHS吹き替え版）、久川綾（DVD吹き替え版）
帝国の初期、一連の冒険を共にしていたC-3POとR2-D2は当時15歳の少女、オーレン・ヨム・バオバブと遭遇した。浅黒い肌に黒髪を生やしたオーレンは、父ニルズ・ヨムと母ボラと共に、惑星ルーンのアンブー州で暮らしていたのである。彼女は優れたスポーツ選手であり、がっちりとした体型と活発な性格を併せ持っていた。彼女はルーン・コロニアル・ゲームでメダルを獲得した経験のあるチャンピオンでもあったのだ。

### ドロイドを襲う敵
テリナルド・スクリード提督
声 - グレアム・キャンベル（原語版）、千田光男（VHS吹き替え版）、有本欽隆（DVD吹き替え版）
共和国がその内側から腐敗していく様子を見続けていたテリナルド・スクリードは、自らを銀河系の救済者として現われる建築家と見なしていた。
ティグ・フロム
声 - 不明（原語版）、池田昌子（VHS吹き替え版）、なし（DVD吹き替え版）
アヌー＝ダット・ブルーの若き犯罪者。犯罪王サイス・フロムの息子である彼は、銀河系で最大の力を持つ犯罪組織フロム・ギャングの後継者と目されていた。
サイス・フロム
声 - ウィンストン・レカート（原語版）、富田耕生（VHS吹き替え版）、なし（DVD吹き替え版）
銀河系で最大の力を持っていたことのある犯罪組織、フロム・ギャングの首領の座に就いていたアヌー＝ダットの長老。
ヴリックス・オンカード
声 - ジョン・ストッカー（原語版）、加藤治（VHS吹き替え版）、なし（DVD吹き替え版）
悪名高きフロム・ギャングの保安責任者としてサイス・フロムの直下で働いていたアヌー＝ダット・ブルー。フロム・ファミリーに強い忠誠心を持つ彼は、ティグ・フロムの親友であり腹心でもあった。また、ヴリックスは破壊される前の＜トライゴン・ワン＞でも働いていた。だが、ヴリックスはサイスやティグと共に賞金稼ぎボバ・フェットに捕えられ、ジャバ・デシリジク・ティウレのもとへ連行されたのだった。
ボバ・フェット
声 - ドン・フランクス（原語版）、不明（VHS吹き替え版）、なし（DVD吹き替え版）
その特有の装甲服を見せるだけで逃亡者の心に恐怖と絶望を植えつけた。
クレブ・ゼロック
声 - 不明（原語版）、郷里大輔（VHS吹き替え版）、柴田秀勝（DVD吹き替え版）
鉱山惑星タインズ・ホーキーに住むダーコナイトの犯罪王。彼はときおり賞金稼ぎの仕事も行っていた。
ヨルポ・モグ
声 - ダン・ヘネシー（原語版）、原語のみ（VHS吹き替え版）、増岡弘（DVD吹き替え版）
タインズ・ホーキーの鉱山植民地にいた茶色い肌をした猿人のようなエイリアン。彼はダーコナイトの犯罪王にして賞金稼ぎのクレブ・ゼロックに忠実な部下として仕えていた。
ガー・カイボ・レン＝チャ
声 - ドン・フランクス（原語版）、松尾銀三（VHS吹き替え版）、塩屋浩三（DVD吹き替え版）
ヤヴィンの戦いの数年前に活躍していた宇宙海賊。彼は忠実な傭兵団と共にアウター・リムを震撼させ、恐ろしい名声を得たのだった。
ジン・オバー
声 - ダン・ヘネシー（原語版）、原語のみ（VHS吹き替え版）、堀内賢雄（DVD吹き替え版）
銀河帝国の初期の時代におけるスキアヴの宇宙海賊である。彼はガー・カイボ・レン＝チャ船長の一等航海士だった。
IG-88
声 - 不明（原語版）、不明（VHS吹き替え版）、石井康嗣（DVD吹き替え版）
ホロワン研究所で製造された暗殺ドロイド。
コー・ザテック＝チャ
声 - ジョン・ストッカー（原語版）、肝付兼太（VHS吹き替え版）、斎藤志郎（DVD吹き替え版）
魔法使い、そして惑星タムズ＝アンにおける王家の高官。自らの地位に満足できなかった彼は、惑星の絶対的支配者を狙うようになり、君主であるモン・ジュルパ王子の権威を転覆させるという邪悪な陰謀を企てたのだった。
ヴィンガ
声 - ダン・ヘネシー（原語版）、不明（VHS吹き替え版）、梅津秀行（DVD吹き替え版）
惑星タムズ＝アンのコー・ザテック＝チャに忠誠を誓っていたタムズ＝アン。ヴィンガの主な役割は、ザテック＝チャに対する称賛の言葉を流布し、彼をタムズ＝アンの正統な王位継承者として公表することだった。
ギャフ
声 - 不明（原語版）、二又一成（VHS吹き替え版）、島田敏（DVD吹き替え版）
銀河帝国の時代の初期に惑星ルーンでタウントゥーム州のビサド・クーン総督に仕えていたコボックの副官。ギャフは黄色い皮膚をしたヒューマノイドであり、後頭部に位置す第三の目を含む3つのオレンジ色の目を持っていた。
ビサド・クーン総督
声 - ダン・ヘネシー（原語版）、青野武（VHS吹き替え版）、楠見尚己（DVD吹き替え版）
アウター・リムに属する惑星ルーンのタウントゥーム州の支配する総督である。クーンには誇大妄想癖があり、彼は銀河帝国の初期の時代に個人的権力を増大させるべく、盗みやハイジャックなどの犯罪行為を行っていた。また、彼は政治的謀略にも長けていた。人生最後の数ヶ月の間、彼は銀河帝国とテリナルド・スクリード提督の歓心を得るために奔走したが、それらの試みは商人マンゴ・バオバブと彼のドロイド、C-3POとR2-D2によってことごとく妨害されたのだった。
バン＝ディンゴ
声 - 不明（原語版）、不明（VHS吹き替え版）、堀内賢雄（DVD吹き替え版）
ビサド・クーン総督がオーレン・ヨムのチームを妨害し、ドレインスウィーパー・レースで優勝するために雇った暗殺ドロイド。

### その他
デマ・モール
声 - 不明（原語版）、不明（VHS吹き替え版）、なし（DVD吹き替え版）
銀河帝国の初期の時代に故郷アヌーでレジスタンス組織のリーダーを務めていた40代半ばの女性。彼女はケイ・モールの母親だった。
ドードニック・シャーペルズ
声 - 不明（原語版）、不明（VHS吹き替え版）、渡部猛（DVD吹き替え版）
4本の腕の種族ジルサリアンの荒っぽい脂ぎった男。彼は惑星タインズ・ホーキーでバーテンダー兼シェフとして働いていた。
パッチ・ガンダリアン
声 - ダン・ヘネシー（原語版）、槐柳二（VHS吹き替え版）、宝亀克寿（DVD吹き替え版）
通称ガンディは、惑星タインズ・ホーキーの洞窟で働く初老の鉱夫。彼の冒険好きな甥、ジャン・トシュは、彼の重労働をよく手伝っていた。
モン・ジュルパ
声 - クリス・ウィギンズ（原語版）、大塚芳忠（VHS吹き替え版）、宮本充（DVD吹き替え版）
銀河帝国の初期の時代に、惑星タムズ＝アンの王子だった人物。彼は2メートルを超す長身であり、タムズ＝アン特有の紫色の肌に、酷く痩せこけた体格をしていた。
ソラーグ・デン
声 - ジョン・ストッカー（原語版）、大竹宏（VHS吹き替え版）、後藤敦（DVD吹き替え版）
タムズ＝アン出身のエイリアン。彼はモン・ジュルパ王子の忠実な従者であり、ジュルパによる王位の維持を支える中で極めて重要な役割を担っていた。
ジェリン
声 - クリー・サマー（原語版）、不明（VHS吹き替え版）、西村ちなみ（DVD吹き替え版）
タムズ＝アンの戦士族長マラミュー・トーダ卿の娘、そして若きコビーの姉。
コビー
声 - 不明（原語版）、不明（VHS吹き替え版）、桑島法子（DVD吹き替え版）
ヤヴィンの戦いのおよそ15年前に惑星タムズ＝アンで暮らしていた若き少年である。
インゲイ
小柄な白毛のテセレイテッド・アーボリアル・ビンジンファント。
マラミュー・トーダ
声 - グレアム・キャンベル（原語版）、不明（VHS吹き替え版）、渡部猛（DVD吹き替え版）
惑星タムズ＝アンにおけるタムズ＝アンの戦士族長。彼は活発な娘ジェリンと、理想主義の息子コビーと共に巨大な城で暮らしていた。トーダは屈強なタムズ＝アンの大規模な戦士団のリーダーであり、惑星の後継支配者であるモン・ジュルパ王と争うことが多かった。
クロックス
声 - 不明（原語版）、不明（VHS吹き替え版）、堀内賢雄（DVD吹き替え版）
マンゴ・バオバブの双頭の友人で。彼はルーン星系へ行くための地図を手に入れ、惑星マンダの酒場ブルー・ネビュラでそれをバオバブに提供した。
ヌープ・イェルダーブ
声 - 不明（原語版）、不明（VHS吹き替え版）、後藤敦（DVD吹き替え版）
惑星ルーン出身の初老の人間男性。彼はシスのマントと呼ばれる星雲内に設置されたライトステーションの管理者だった。
ニルズ・ヨム
声 - 不明（原語版）、大塚周夫（VHS吹き替え版）、森功至（DVD吹き替え版）
惑星ルーン出身の医者。彼はオーレン・ヨムの父であり、ボラ・ヨムの夫だった。オーレンがルーン・コロニアル・ゲームに優勝したとき、この試合で敗北したライバルであるタウントゥーム州の知事、クーン総督は、ヨム一家が暮らすアンブー州にルーズと呼ばれる細菌を放ち、汚染させたのだった。ニルズとオーレンは難を免れることができたが、ボラが感染してしまい、さらに、クーン自身も偶発的に感染してしまったのである。ニルズはクーンに呼び出されたが、彼はボラを先に治療することを決意していた。そのため、彼はクーンの治療に間に合わず、総督は死亡したのだった。
ボラ・ヨム
声 - パム・ハイアット（原語版）、不明（VHS吹き替え版）、桂木黎奈（DVD吹き替え版）
惑星ルーン出身の人間女性。彼女はニルズ・ヨムの妻であり、2人の間には一人娘のオーレン・ヨムがいた。オーレンがルーン・コロニアル・ゲームに優勝したとき、この試合で敗北したライバルであるタウントゥーム州の知事、クーン総督は、ヨム一家が暮らすアンブー州にルーズと呼ばれる細菌を放ち、汚染させたのだった。ニルズとオーレンは難を免れることができたが、ボラは感染してしまい、さらに、クーン自身も偶発的に感染してしまったのである。ニルズは解毒剤を作ることで妻を救うことができたが、クーンは運に見放され、死亡したのだった。
ジー・ロング
ルーン・コロニアル・ゲームのチャンピオン、オーレン・ヨムの友人だった。ロングとオーレンはドロイドのビックスと共に3人でチームを組み、ヨムがリーダーを務めていた。
ビックス
ジー・ロングと共にルーン・コロニアル・ゲームでオーレン・ヨムのチームに所属していた。
オジェム・バオバブ
声 - 不明（原語版）、不明（VHS吹き替え版）、稲葉実（DVD吹き替え版）
探検家マンゴ・バオバブの大叔父で、伝説のルーンストーンを求めて冒険に出発し、失踪した。だが、彼は自分の発見したルーンストーンを甥に託し、その直後に死亡した。
リン＝D
声 - ジョン・ストッカー（原語版）、不明（VHS吹き替え版）、石野竜三（DVD吹き替え版）
ジョークや皮肉を喋るようにプログラムされたエンターテイメント・ドロイド。灰色、銀色、オレンジ色のプレートを使ったヒューマノイド体型のリン＝Dは、常ににやけた軽薄な表情をしていた。その頭部には光量の調整が可能な2つの白い光受像器があり、これらが彼の軽薄な態度と、あらゆる状況を軽視する傾向を強めていた。実際に、リン＝Dの多弁さは相手にとって非常に不快であり、プロトコル・ドロイドのC-3POも彼をとても迷惑な存在として見ていた。

## スタッフ
- 原案：ジョージ・ルーカス、ベン・バート、レイモンド・ヤフェリチェ、クライヴ・A・スミス、ケン・スティーブンソン
- 制作総指揮：ミキ・ハーマン、ジョージ・ルーカス、ピーター・ソーダー
- 製作：ネルヴァーナ、ルーカスフィルム

## 各話リスト
| 話数 | サブタイトル (VHS版)         | サブタイトル (DVD版)     | 原題                     | 監督                                            | 脚本                                             | 放送日        |
| ---- | ---------------------------- | ------------------------ | ------------------------ | ----------------------------------------------- | ------------------------------------------------ | ------------- |
| 1    | 白い魔女                     | (なし)                   | The White Witch          | ケン・スティーブンソン レイモンド・ヤフェリチェ | ピーター・ソーダー                               | 1985年 9月7日 |
| 2    | 恐怖への脱出                 | (なし)                   | Escape Into Terror       | ケン・スティーブンソン レイモンド・ヤフェリチェ | ピーター・ソーダー                               | 9月14日       |
| 3    | ザ・トリゴン                 | (なし)                   | The Trigon Unleashed     | ケン・スティーブンソン レイモンド・ヤフェリチェ | ピーター・ソーダー リチャード・ビバン            | 9月21日       |
| 4    | 勝利への旅立ち               | (なし)                   | A Race to the Finish     | ケン・スティーブンソン レイモンド・ヤフェリチェ | ピーター・ソーダー スチーヴン・ライト            | 9月28日       |
| 5    | さらわれた王子               | さらわれた王子           | The Lost Prince          | ケン・スティーブンソン レイモンド・ヤフェリチェ | ピーター・ソーダー                               | 10月5日       |
| 6    | 新しい主                     | 新しい王様               | The New King             | ケン・スティーブンソン レイモンド・ヤフェリチェ | ピーター・ソーダー                               | 10月12日      |
| 7    | 対決！！パイレーツ           | ターヌンガの海賊         | The Pirates of Tarnoonga | ケン・スティーブンソン レイモンド・ヤフェリチェ | ピーター・ソーダー                               | 10月19日      |
| 8    | パイレーツの逆襲             | ジェリン救出作戦         | The Revenge of Kybo Ren  | ケン・スティーブンソン レイモンド・ヤフェリチェ | ピーター・ソーダー                               | 10月26日      |
| 9    | (なし)                       | (なし)                   | Coby and the Starhunters | ケン・スティーブンソン レイモンド・ヤフェリチェ | ジョー・ジョンストン ピーター・ソーダー          | 11月2日       |
| 10   | クーン長官の陰謀             | クーン総督の陰謀         | Tail of the Roon Comets  | ケン・スティーブンソン レイモンド・ヤフェリチェ | ベン・バート マイケル・リーヴズ                  | 11月9日       |
| 11   | 激突！クーン軍団を倒せ       | (なし)                   | The Roon Games           | ケン・スティーブンソン レイモンド・ヤフェリチェ | ベン・バート ゴードン・ケント ピーター・ソーダー | 11月16日      |
| 12   | 秘宝ルーンストーン           | 秘宝ルーンストーン       | Across the Roon Sea      | ケン・スティーブンソン レイモンド・ヤフェリチェ | ベン・バート シャーマン・ディヴォノ              | 11月23日      |
| 13   | 大ピンチ！オーレン親子を救え | 大ピンチ！ヨム親子を救え | The Frozen Citadel       | ケン・スティーブンソン レイモンド・ヤフェリチェ | ベン・バート ポール・ディニ                      | 11月30日      |
| TVSP | ロボット大戦                 | (なし)                   | The Great Heep           | クライヴ・A・スミス                             | ベン・バート                                     | 1986年 6月7日 |

## ソフト化・配信
VHS
日本では1994年にVHSが発売された（発売元 - CBSFOX、販売元 - 日本エイ・ブイ・シー）。それぞれ4話ずつ収録。
- ドロイドの大冒険1 - 「白い魔女」、「恐怖への脱出」、「ザ・トリゴン」、「勝利への旅立ち」（規格品番 - CFX-5331）
- ドロイドの大冒険2 - 「さらわれた王子」、「新しい主」、「対決！！パイレーツ」、「パイレーツの逆襲」（規格品番 - CFX-5332）
- ドロイドの大冒険3 - 「クーン長官の陰謀」、「激突！クーン軍団を倒せ」、「秘宝ルーンストーン」、「大ピンチ！オーレン親子を救え」（規格品番 - CFX-5333）
- ドロイドの大冒険スペシャル - 「ロボット大戦」（規格品番 - CFX-5334）

DVD
日本では2005年5月27日にDVDが発売された（規格品番 - FXBA-29375、発売元 - 20世紀フォックス）。「王子とスペース・パイレーツ」、「戦え!マンゴ・バオバブ」という長編エピソードを収録。音声・字幕は日本語・英語を選択可能。テレビ版とは違って長編用に新規に作られたシーンがあり、サウンドトラックは変更されている。
- 「王子とスペース・パイレーツ」
  - 「さらわれた王子」
  - 「新しい王様」
  - 「ターヌンガの海賊」
  - 「ジェリン救出作戦」

- 「戦え！マンゴ・バオバブ」
  - 「クーン総督の陰謀」
  - 「秘宝ルーン・ストーン」
  - 「大ピンチ！ヨム親子を救え」

配信
アメリカのDisney+では2021年6月18日から配信されているが、日本では配信されていない。